# Sacaria (província)
Sacaria ou Sacária (em turco: Sakarya) é uma província e área metropolitana do noroeste da Turquia, na região de Mármara, com capital em Adapazarı. Tem 4 824 km² de área e em dezembro de 2021 tinha 1 060 876 habitantes (densidade: 219,9 hab./km²). Ao contrário do que é comum, o nome da província difere do da capital.